# Hapithus tenuicornis
Hapithus tenuicornis är en insektsart som först beskrevs av Walker, F. 1869.  Hapithus tenuicornis ingår i släktet Hapithus och familjen syrsor. Inga underarter finns listade i Catalogue of Life.